# Yoon Jong-hwan
Yoon Jong-Hwan (Gwangju, 16 de fevereiro de 1973) é um ex-futebolista profissional sul-coreano, meia, hoje é treinador.

## Carreira
Como futebolista sempre atuou por clubes japoneses e sul-coreanos, como: Yukong Kokkiri (atual Jeju United), Bucheon, Cerezo Osaka, Seongnam, Jeonbuk Motors até encerrar a carreira no Sagan Tosu.

## Seleção
Yoon Jong-Hwan representou a Seleção Sul-Coreana de Futebol nas Olimpíadas de 1996.

## Treinador

### Sagan Tosu
Inicia a carreira de treinador de futebol no Sagan Tosu dirigindo o elenco principal, em 2009 e 2010, dirigindo a equipe de juniores e retornando ao comando do elenco principal.
Em 2017, assumiu o Cerezo Osaka.

## Títulos
Cerezo Osaka
- Copa do Imperador: 2017
- Copa da Liga Japonesa: 2017
- Supercopa Japonesa: 2018